# Deetz (Bismark)
Deetz ist ein Ortsteil der Stadt Bismark (Altmark) im Landkreis Stendal in Sachsen-Anhalt und gehört zur Ortschaft Querstedt der Stadt Bismark.

## Geographie
Deetz, ein Straßendorf mit Kirche, liegt 13 Kilometer westlich der Kreisstadt Stendal am kleinen Fluss Uchte in der Altmark.
Nachbarorte sind Deetzerwarte im Westen, Querstedt im Norden, Nahrstedt im Südosten und Käthen im Süden.

## Geschichte

### Mittelalter bis 20. Jahrhundert
Im Jahr 1238 wurde Deditz iuxta Landwere (Deditz bei der Landwehr) erstmals urkundlich erwähnt. Graf Siegfried von Osterburg vom St. Ludgerikloster Helmstedt damit belehnt worden.
Weitere Nennungen sind 1372 Deze in einem Lied, 1420 detz, descze in einer Klageschrift des Markgrafen Friedrich von Brandenburg gegen den Erzbischof Günther wegen der seit 1412 stattgefundenen Landesbeschädigungen, 1448 Detze, 1455 Deetze, 1466 detze, 1488 Deetze, Deez, 1490 Deetz, 1513 detze, 1687 Deetze, sowie 1804 Deetz oder Deetze, Dorf und Gut mit zwei Leinewebern, einer Schmiede und einer Windmühle, die bis 1920 am Weg nach Querstedt stand.
Das landtagsfähige Rittergut Deetz war von vor 1448 bis 1805 im Besitz der Familie von Dequede. 1803 wurde der größte Teil der Äcker, alle Wiesen und Weiden und alle Pächte an die Untertanen veräußert. Das Restgut mit dem Patronat an der Kirche ging 1805 an die von Scheither. Von 1808 bis 1945 gehörte das Gut der Familie von Kröcher und Erben in Vinzelberg. Der Wohnplatz Rittergut Deetz wurde zwischen 1890 und 1905 aufgelöst.
Das Gut liegt an der heutigen Straße Im Winkel. Es bestand früher aus einem Wohnhaus, verschiedenen Ställen und einer großen Scheune. Noch erhalten sind der Pferdestall und die beiden Doppelhäuser für die Gutsarbeiter, erbaut 1936. Das Wohnhaus ist bis 1975 als Kindergarten benutzt worden und wurde Ende der 1980er Jahre abgebrochen.
Bei der Bodenreform wurden 1945 ermittelt: 31 Besitzungen unter 100 Hektar hatten zusammen 407 Hektar, zwei Kirchenbesitzungen hatten 14 Hektar und die Gemeinde 2 Hektar Land. Aufgeteilt wurden davon 82,7 Hektar auf 7 Landarbeiter, 8 Umsiedler und einen Industriearbeiter.
Im Jahre 1953 entstand die erste Landwirtschaftliche Produktionsgenossenschaft, die LPG Typ III „7. Oktober“. Vier Bauern flüchteten nach Westdeutschland, ihre Höfe gingen in die LPG über. 1990 wurde die LPG aufgelöst.

### Herkunft des Ortsnamens
Aleksander Brückner führt die Namen detiz, detist, deciz, deditz, deditzst auf das slawische Wort „dêdь“ für „Großvater“ zurück.
Andere Deutungen des Namens dediz sind „Erbe Dzedziz“ oder „Talort Dolez“.

### Eingemeindungen
Deetz gehörte bis 1807 zum Stendalischen Kreis, danach bis 1813 zum Landkanton Stendal im Königreich Westphalen, ab 1816 kam es in den Kreis Gardelegen, den späteren Landkreis Gardelegen in der preußischen Provinz Sachsen.
Bis 1908 gehörten Deetzerwarthe und Wilhelmshof zur Gemeinde Deetz. Am 25. Juli 1952 wurde die Gemeinde vom Landkreis Gardelegen in den Kreis Stendal umgegliedert. Am 1. Juli 1973 wurde die Gemeinde Deetz durch Eingemeindung in die Gemeinde Querstedt aufgelöst.
Seit dem 1. Januar 2010 gehört der Ortsteil Deetz auch zur neu gebildeten Ortschaft Querstedt der Stadt Bismark (Altmark). Aus dem früheren Vorwerk Deetzerwarte ist der gleichnamige Wohnplatz entstanden, der heute zu Käthen gehört.

### Einwohnerentwicklung
| Jahr | Einwohner |
| ---- | --------- |
| 1734 | 101       |
| 1772 | 148       |
| 1790 | 160       |
| 1798 | 136       |
| 1801 | 150       |
| 1818 | 163       |
| 1840 | 227       |
| 1864 | 280       |
| 1871 | 248       |
| 1885 | 230       |

| Jahr | Einwohner |
| ---- | --------- |
| 1892 | [00]243   |
| 1895 | 217       |
| 1900 | [00]218   |
| 1905 | 183       |
| 1910 | [00]196   |
| 1925 | 224       |
| 1939 | 192       |
| 1946 | 312       |
| 1964 | 204       |
| 1971 | 183       |

| Jahr | Einwohner |
| ---- | --------- |
| 1993 | [00]115   |
| 1999 | [00]133   |
| 2004 | [00]129   |
| 2018 | [00]098   |
| 2020 | [00]081   |
| 2021 | [00]081   |
| 2022 | [0]077    |
| 2023 | [0]078    |

Quelle bis 1971, wenn nicht angegeben:

## Religion
Die evangelische Kirchengemeinde Deetz gehörte zur Pfarrei Käthen und wird heute versorgt vom Pfarrbereich Lindstedt im Kirchenkreis Salzwedel im Bischofssprengel Magdeburg der Evangelischen Kirche in Mitteldeutschland.
Die ältesten überlieferten Kirchenbücher für Deetz stammen aus dem Jahre 1654.
Die katholischen Christen gehören zur Pfarrei St. Anna in Stendal im Dekanat Stendal im Bistum Magdeburg.

## Kultur und Sehenswürdigkeiten

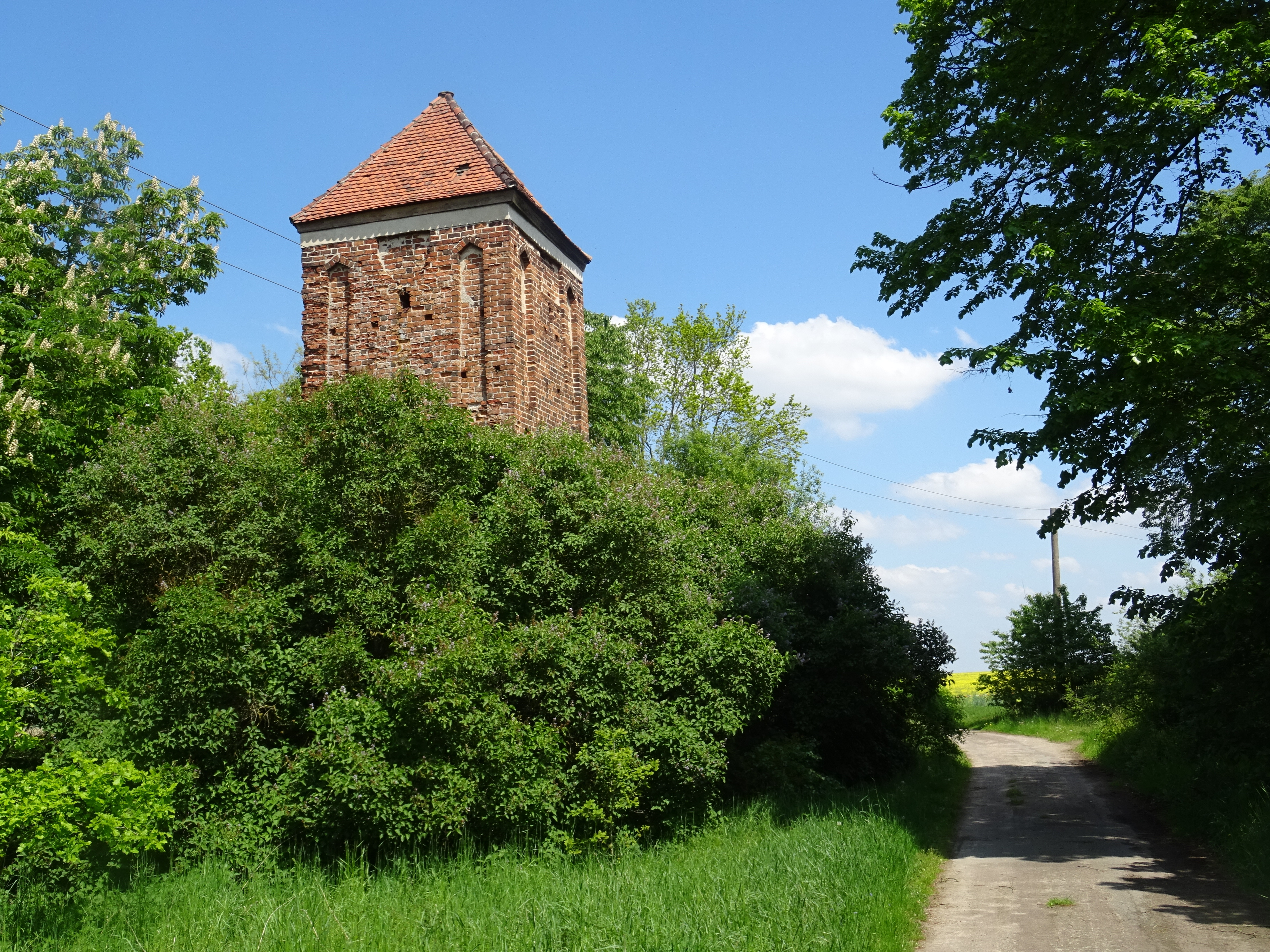
Die Deetzer Warte

### Bauwerke
- Die evangelische Dorfkirche Deetz ist ein spätromanischer Feldsteinbau aus Schiff und eingezogenem quadratischen Chor. Der quadratische Westturm aus Backstein wurde gegen Ende des 19. Jahrhunderts errichtet.[30] Eine dendrochronologische Untersuchung einer Probe mit Waldkante des Neubau-Eichen-Dachwerkes lieferte ein Fälldatum um etwa 1478.[31]
- Zwei Kilometer westlich befinden sich die Reste der Deetzer Landwehr an Deetzer Warte mit einem Wartturm.

### Bräuche – Pfingstmeier
Zu Pfingsten werden die Häuser mit Birkengrün geschmückt. Pfingstsonntag am Morgen ziehen verkleidete Deetzer Kinder, früher nur Jungen zwischen 10 und 15 Jahren, angeführt vom einen von ihnen, dem Pfingstmeier, mit einem mit Birkengrün geschmückten Handwagen durch das Dorf und „betteln“ um Geld und Eier. Früher saß im Wagen ein kleines Kind und machte mit Topfdeckeln ordentlich Krach. Zu DDR-Zeiten wurden die Eier in der Eiererfassungsstelle „zu Geld gemacht“. Heute wird daraus wieder Eierback gebraten und gemeinsam verspeist. Beim Umzug wird der folgende Spruch aufgesagt:

„Pfingstmeier wollen leben,
müssen uns was schönes geben.
Eier, Dreier und Stück Speck,
gehen wir gleich wieder weg.
Geben Sie uns bisschen Geld,
freut sich auch die ganze Welt.“

## Sage – Die rote Erde bei Deetz
Die Sage über die „rote Erde“ wird verschieden überliefert, immer hatte jedoch eine große Schlacht bei Deetz stattgefunden.
Andreas Werner berichtet in seiner Magdeburger Chronik aus dem Jahr 1584 über eine Schlacht zu Zeiten des Magdeburger Erzbischofs Wilbrand im Jahr 1238 bei der „Tetzschen Warthe“: „Man findet noch bey heutigem Tage eine rothe Erde und viel Menschenknochen auf der Wahlstatt.“
Beckmann berichtet im Jahr 1753, dass auf der Feldmark des Dorfes Klinke, nordwestlich von Deetz gelegen, in der Nähe der Poststraße Stendal-Gardelegen eine große Schlacht mit den Wenden oder mit den Harzgrafen stattgefunden habe. Die Felder wurden daher die „Kriegsländer“ genannt. Mitten darauf stand ein „Heldenbett“, also ein Großsteingrab, „dat Pumpelgraft“ genannt.
Jodocus Temme verlegte im Jahre 1839 den Einfall der Harzgrafen von Wernigerode und von Regenstein und des Ritters Busso von Alvensleben in die Altmark von 1372 weiter zurück in den Teltow-Krieg und Magdeburger Krieg zwischen 1240 und 1244 an die „Dentzer Warte“. „In dieser Schlacht verloren viele Menschen… das Leben, also daß die Erde davon ganz roth wurde“.

## Verkehr
Die Landstraße L 30 führt nach Süden zur Bundesstraße 188.
Es verkehren Linienbusse und Rufbusse von stendalbus.
Der nächste Bahnhof ist der Bahnhof Vinzelberg an der Bahnstrecke Berlin–Lehrte.